# 타라스 셸레스튜크
타라스 올렉산드로비치 셸레스튜크(우크라이나어: Тара́с Олекса́ндрович Шелестю́к, 1985년 11월 30일~)는 우크라이나의 권투 선수이다. 2012년 하계 올림픽 남자 웰터급에서 동메달을 획득했으며 세계 선수권 대회에서 금메달 1개를 획득했다.